# Traité d'Altmark

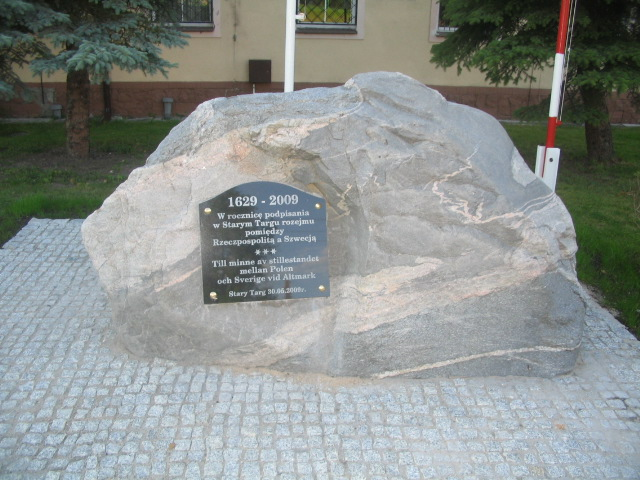
Plaque commémorative du traité d'Altmark à Altmark (aujourd'hui Stary Targ).

Le traité d'Altmark du 25 septembre 1629 met fin à la guerre polono-suédoise (1626 – 1629). Il est signé à Altmark, près de Dantzig, pendant la guerre de Trente Ans.

## Conséquences
Les conséquences du traité permettent à la Suède de garder la possession de la majeure partie de la Livonie et l'embouchure de la Vistule, mais elle doit évacuer le duché de Prusse, sauf les villes côtières. La Suède obtient donc la Livonie du Nord de la Dvina occidentale, mais la partie sud-est correspondant au Latgale demeure sous la souveraineté polono-lituanienne, jusqu'en 1772, date du premier partage de la Pologne, où ces territoires entrent aussi dans les limites de l'Empire russe.
De plus la Suède obtient les deux tiers des droits sur les taxes des ports prussiens de la Pologne, comme Dantzig et Elbing, et ceux du duché de Prusse pour une durée de six ans. Ces taxes permettent ainsi à la Suède de financer sa participation à la guerre de Trente Ans.
Le traité d'Altmark est confirmé et étendu par le traité de Stuhmsdorf en 1635. La Suède cède ses droits sur les ports prussiens, tandis que la Pologne lui laisse la majeure partie de la Livonie, en incluant Riga, mais garde la région de Dünabourg. Le traité d'Altmark fut signé peu de temps après la défaite des Suédois par les troupes impériales et les troupes polono-lituaniennes à Honigfelde, près de Stuhm, où Gustave II Adolphe échappa à la capture. Le roi fut blessé à plusieurs reprises et fut sauvé par l'un de ses hommes, Éric Soop.